# Волшебный ковёр (операция, 1945)
Опера́ция «Волше́бный ковёр» (англ. Operation Magic Carpet) — операция после окончания Второй мировой войны, проводимая администрацией военного судоходства. По репатриации в США около 8 миллионов американских военнослужащих с территорий Европы и Тихоокеанского театра военных действий. Начало операции было положено в июне 1945 года, когда из Европы сотнями судов типа «Либерти» и «Виктори», а также военными транспортами были отправлены первые солдаты. В начале октября 1945 года подобные транспортные рейсы начали выполнять около 370 военных кораблей в Тихом океане. При этом использовались авианосцы, линкоры, госпитальные суда и большое число транспортных судов. Европейская часть операции закончилась в конце февраля 1946 года, а Тихоокеанская продолжалась до сентября 1946 года.